# Tubulogenerina
Tubulogenerina es un género de foraminífero bentónico de la subfamilia Tubulogenerininae, de la familia Siphogenerinoididae, de la superfamilia Buliminoidea, del suborden Buliminina y del orden Buliminida. Su especie tipo es Textularia (Bigenerina) tubulifera. Su rango cronoestratigráfico abarca desde el Luteciense (Eoceno medio) hasta el Oligoceno.

## Discusión
Clasificaciones previas incluían Tubulogenerina en el suborden Rotaliina del orden Rotaliida.

## Clasificación
Tubulogenerina incluye a las siguientes especies:
- Tubulogenerina aperta †
- Tubulogenerina brevis †
- Tubulogenerina butonensis †
- Tubulogenerina costata †
- Tubulogenerina cribrosa †
- Tubulogenerina eocaena †
- Tubulogenerina haywardi †
- Tubulogenerina inornata †
- Tubulogenerina inversoconica †
- Tubulogenerina jacksonensis †
- Tubulogenerina kutchensis †
- Tubulogenerina lowae †
- Tubulogenerina lunata †
- Tubulogenerina multicostata †
- Tubulogenerina multitubulosa †
- Tubulogenerina nodosa †
- Tubulogenerina papillosa †
- Tubulogenerina queraltensis †
- Tubulogenerina toddae †
- Tubulogenerina tubulifera †
  - Tubulogenerina tubulifera brevis †
- Tubulogenerina turbina †

Otra especie considerada en Tubulogenerina es:
- Tubulogenerina panayensis †, de posición genérica incierta